# Cyanotis foecunda
Cyanotis foecunda là một loài thực vật có hoa trong họ Commelinaceae. Loài này được DC. ex Hassk. mô tả khoa học đầu tiên năm 1870.